# Уфимский 106-й пехотный полк
О полке начала XIX века см. Уфимский пехотный полк
106-й пехотный Уфимский полк — один из пехотных полков русской императорской армии. Не путать с одноимённым полком, существовавшим до 1833 года.

## Формирование и кампании полка
Сформирован 13 августа 1863 г. из Вологодского резервного пехотного полка, который, в свою очередь, был сформирован 6 апреля 1863 г. из 4-го резервного и бессрочно-отпускных 5-го и 6-го батальонов Вологодского пехотного полка. С 25 марта 1864 называется 106-й пехотным Уфимским полком.
В 1884 г. Уфимскому полку было отдано старшинство старого Саратовского пехотного полка, сформированного 17 января 1811 г. и в 1833 г. в полном составе присоединённого к Вологодскому полку.
В составе 27-й пехотной дивизии Уфимский полк участвовал в Первой мировой войне. В 1916 г. полк воевал в Восточной Пруссии. В 1917 г. полк находился на Кавказском фронте.
В конце 1917 г. солдаты полка, возвращавшиеся с фронта, попали под действие большевистской пропаганды и расправились с атаманом Терского казачьего войска М. Карауловым.

## Знаки отличия полка
- Полковое Георгиевское знамя с надписью «За Севастополь в 1854 и 1855 годах». Унаследовано от батальонов Вологодского полка.

## Командиры полка
- 21.04.1863 — хх.хх.1872[1] — полковник Белиза, Дмитрий Николаевич
- 03.06.1872 — хх.01.1880 — полковник Коммисаров, Степан Елизарович
- 05.01.1880 — 13.05.1886 — полковник Шелковников, Владимир Яковлевич
- 21.05.1886 — 04.04.1894 — полковник Базилевский, Владимир Николаевич
- 11.04.1894 — 16.10.1899 — полковник Левшановский, Лев Фомич
- 31.10.1899 — 18.12.1900 — полковник Фёдоров, Михаил Фёдорович
- 16.01.1901 — 11.09.1906 — полковник Митрофанов, Александр Васильевич
- 11.09.1906 — 08.02.1914 — полковник Беймельбург, Артур-Севостьян Емильевич
- 08.02.1914 — 03.02.1915[2] — полковник Отрыганьев, Константин Прокофьевич[3]
- 19.03.1915 — 10.08.1916[4] — полковник Зыков, Александр Сергеевич
- 30.08.1916 — хх.хх.хххх — полковник Косаговский, Александр Павлович

## Память
1 августа 2014 года в Калининградской области был открыт памятник воинам 106-го пехотного Уфимского полка. Памятник установлен в районе бывшей немецкой деревни Кальтензее у Виштынецкого озера, где 13 февраля 1916 года полк принял последний бой на современной территории Калининградской области. Памятник установлен на средства Свято-Духова прихода города Нестерова, «Мемориально-просветительского и Историко-культурного центра„Белое Дело“» и калининградского регионального отделения ВООПИиК.